# حلبة زرقاء

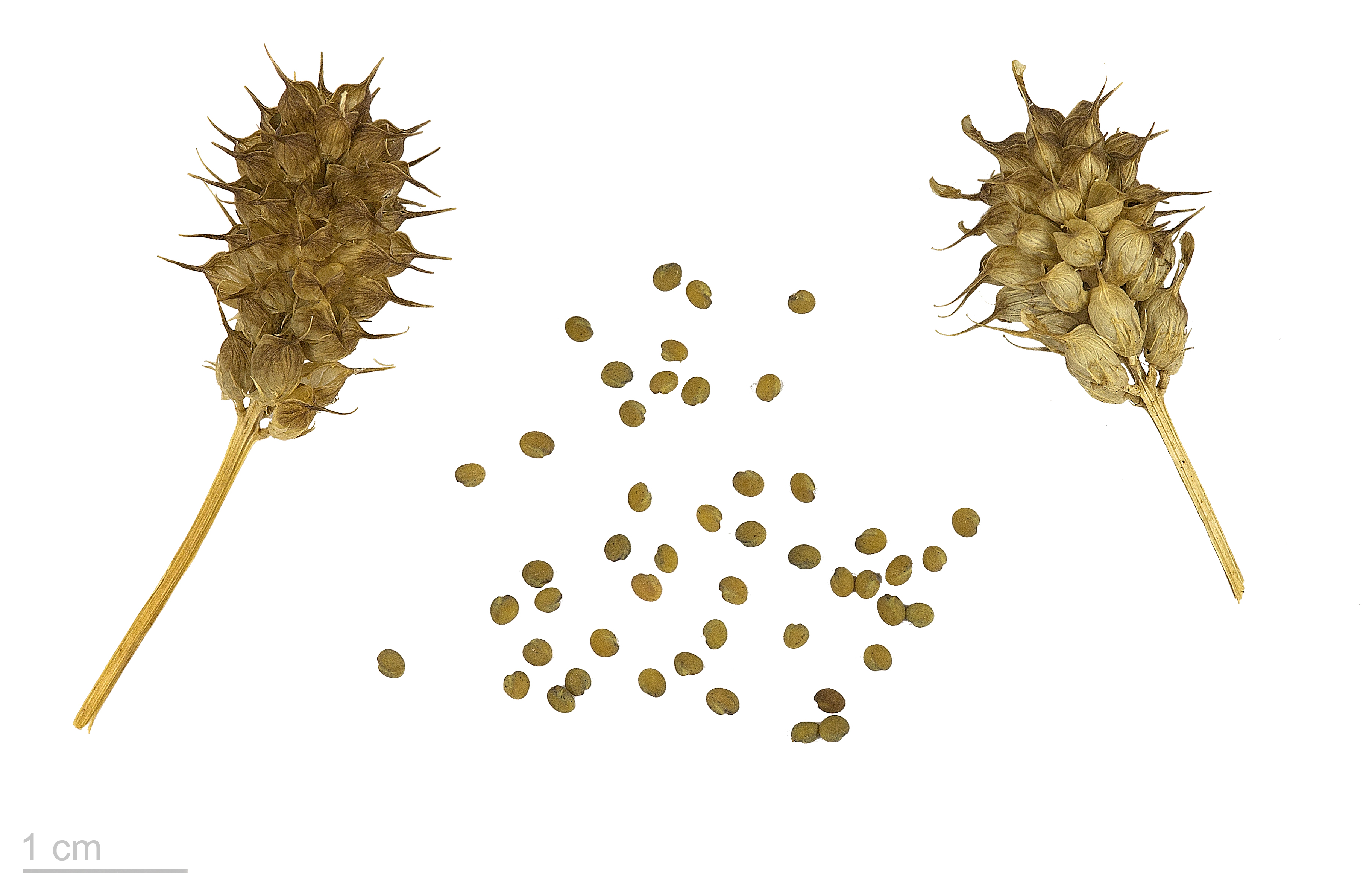
بذور الحلبة الزرقاء

الحُلْبَة الزرقاء   عشب حولي من الفصيلة البقولية. أزهارها فواحة العبير المُستحَب يستخرج منها بالتقطير دهن ذكي العرف يستعمل في أكثر المستحضرات العطرية. طولها يراوح من 30 إلى 60 سم. أوراقها منحرفة أو على شكل رمح تطول من 2 إلى 5 سم، وتعرض من 1 إلى 2 سم، ومسننة في الجزء العلوي. تزهر في أبريل-مايو ، تنضج البذور في مايو-يونيو. وهي ذاتية التلقيح.

## الاستخدام
تستخدم الحلبة الزرقاء على نطاق واسع في المطبخ الجورجي ، حيث تُعرف باسم utskho suneli. إنه أحد مكونات مزيج التابل الجورجي خميلي سونيلي. تُستخدم كل من البذور والقرون والأوراق. رائحتها وطعمها شبيهان بالحلبة العادية. تستخدم في سويسرا لإضفاء طعمة في جبن الشابزغر التقليدي. 